# Roberto Román Triguero
Tito, właśc. Roberto Román Triguero (ur. 11 lipca 1985 roku w Madrycie) hiszpański piłkarz grający na pozycji prawego obrońcy w Rayo Vallecano.

## Kariera
Tito przez sześć lat grał w niższych ligach, głównie w klubach z rejonu Madryckiego, ale bronił również barw RCD Mallorca B.
31 lipca 2009 roku podpisał kontrakt z Rayo Vallecano. W drugim sezonie gry wywalczył z zespołem awans do Primera División.

### Statystyki klubowe
| Sezon   | Klub           | Kraj      | Liga               | Mecze | Bramki | Puchar Kraju | Mecze | Bramki |
| ------- | -------------- | --------- | ------------------ | ----- | ------ | ------------ | ----- | ------ |
| 2002/03 | Alcalá         | Hiszpania | Segunda División B | 2     | 0      | -            | -     | -      |
| 2003/04 | Alcalá         | Hiszpania | Segunda División B | 34    | 1      | -            | -     | -      |
| 2004/05 | RCD Mallorca B | Hiszpania | Segunda División B | 26    | 0      | -            | -     | -      |
| 2006/07 | AD Alcorcón    | Hiszpania | Segunda División B | 9     | 0      | -            | -     | -      |
| 2007/08 | AD Alcorcón    | Hiszpania | Segunda División B | 32    | 1      | -            | -     | -      |
| 2008/09 | AD Alcorcón    | Hiszpania | Segunda División B | 28    | 0      | -            | -     | -      |
| 2009/10 | Rayo Vallecano | Hiszpania | Segunda División   | 17    | 1      | Puchar Króla | 4     | 0      |
| 2010/11 | Rayo Vallecano | Hiszpania | Segunda División   | 10    | 1      | Puchar Króla | 2     | 0      |
| 2011/12 | Rayo Vallecano | Hiszpania | Primera División   | 29    | 0      | Puchar Króla | 1     | 0      |
| 2012/13 | Rayo Vallecano | Hiszpania | Primera División   | 33    | 1      | Puchar Króla | 1     | 0      |
| 2013/14 | Rayo Vallecano | Hiszpania | Primera División   | 24    | 0      | Puchar Króla | 1     | 0      |
| 2014/15 | Rayo Vallecano | Hiszpania | Primera División   | 33    | 0      | Puchar Króla | 2     | 0      |
| 2015/16 | Rayo Vallecano | Hiszpania | Primera División   | 29    | 1      | Puchar Króla | 3     | 0      |
| 2016/17 | Granada CF     | Hiszpania | Primera División   | 12    | 0      | -            | -     | -      |
| 2016/17 | CD Leganés     | Hiszpania | Primera División   | 11    | 0      | -            | -     | -      |
| 2017/18 | CD Leganés     | Hiszpania | Primera División   | 9     | 0      | Puchar Króla | 8     | 1      |
| 2018/19 | Rayo Vallecano | Hiszpania | Primera División   | 15    | 0      | Puchar Króla | 1     | 0      |

Stan na: 17 maja 2019 r.